# Vojenský objekt v Prokopském údolí

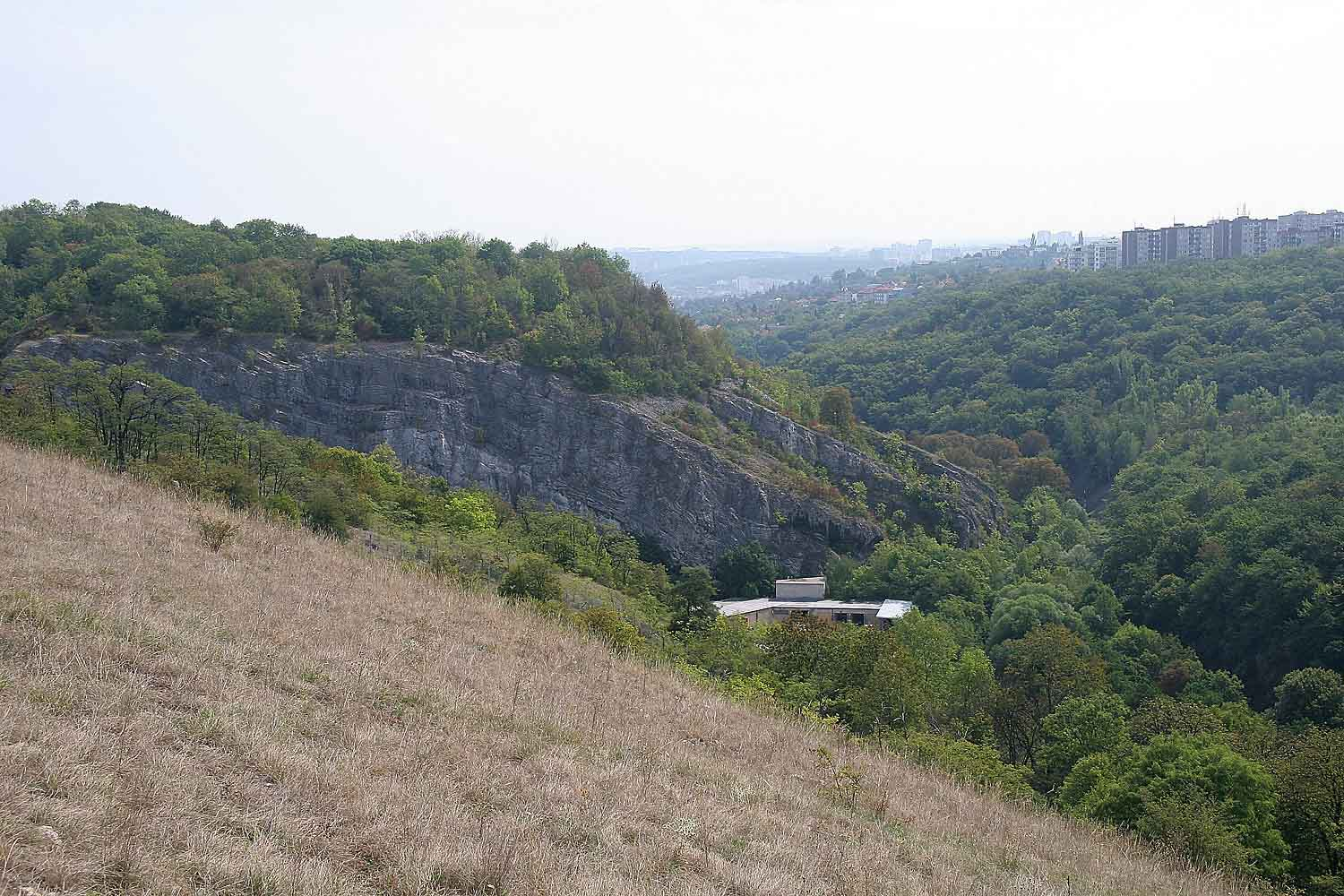
Prokopský lom

Podzemní vojenský objekt v Prokopském údolí v Praze, vzniklý z bývalého lomu a nedostavěné nacistické podzemní továrny a považovaný například za vojenské velitelství, bývá označován krycím označením K-116 nebo číslem vojenského útvaru VÚ 2508. Přesný rozsah a účel objektu je oficiálně dosud utajován.

## Historie
V místech dnešního vojenského objektu v Prokopském údolí bývala rozsáhlá Prokopská jeskyně s pramenem podzemní vody. Již od 19. století zde byl těžen vápenec a byly zde kopány dopravní štoly a svážnice do vyšších pater lomu, část skalního masivu s jeskyní byla již koncem 19. století postupně odtěžena.
O území se začala zajímat prvorepubliková československá armáda již před druhou světovou válkou.
Za druhé světové války objekt byl zčásti přebudován na podzemní továrnu Junkers (pod krycím označením Kali) na letecké díly. Byly zde vykopány tři rovnoběžné tunely o délce cca 300 metrů a výšce až 8 metrů, kde se údajně počítalo s parkováním obrněného vlaku, a v podzemí se nacházelo i malé nádraží s překladištěm. V roce 1944 zde údajně měla být dokončena 200 metrů dlouhá podzemní výrobní hala. Mluvčí ministerstva obrany Andrej Čírtek v roce 2009 pro Českou televizi uvedl, že nacisté nestihli továrnu zprovoznit.
Po vyklizení továrny na konci druhé světové války byly podzemní prostory prázdné, nějakou dobu zde byly sklady zeleniny. V roce 1948 zde údajně armáda hledala vhodný objekt pro zkoušky zbraní, avšak tento objekt jí nevyhovoval. Ještě koncem 60. let 20. století zde opět fungovala těžba vápence, a to prý až do roku 1966.
Vladimír Vojíř pro Českou televizi uvedl, že podle operačního plánu Československé lidové armády z roku 1957 zde mělo být velitelské stanoviště hlavního velitelství ČSLA pro případ války, které mělo pojmout až 1000 lidí. Koncem 60. let 20. století byl objekt zabrán armádou, která pravděpodobně využívala prostory po německé podzemní továrně a štoly lomu ke zkouškám zbraní, skladování zásob pro případ války a dalším účelům a rozšířila se informace, že je tam budován bunkr pro vládnoucí elitu a špičky armády pro případ jaderné války a hlavní záložní velitelství Ministerstva národní obrany.
Roku 1966 byl kvůli sousedícímu vojenskému prostoru, údajně kvůli statickému narušení, odstřelen kostel svatého Prokopa, který nechal v letech 1711–1712 Adam Schwarzenberg postavit na vrcholu vápencových skal nad vstupem do Prokopské jeskyně. Znalec Prokopského údolí Jaromír Strejček se domnívá, že kostel svatého Prokopa byl v 60. letech 20. století zbourán proto, aby bylo ztíženo zaměření vojenského prostoru. Zahraniční geologové, kteří si fotografovali Prokopskou skálu, bývali prý často ostrahou vojenského prostoru zadrženi.
V souvislosti s výstavbou vojenského objektu byl zbořen Dalejský mlýn, adresa Prokopské údolí 257/10, v těsné blízkosti Prokopského lomu. Mlýn byl připomínán již v 16. století. V 19. století a první polovině 20. století v něm byl vyhlášený výletní hostinec.
Počátkem 80. let 20. století byl vojenský objekt radikálně přestavěn, zmodernizován a údajně také výrazně rozšířen, v té době bylo také asi rok nepřístupné jezírko u Hlubočep, u nějž ústí jedna z lomových štol.

## Popis a účel
Podle neoficiálních zdrojů a rozšířených domněnek byl v době socialismu budován jako hlavní sídlo armády nebo ministerstva obrany pro případ války. Jeden ze vstupů do objektu je v lomu u bývalého Dalejského mlýna (v oblasti bývalé jeskyně svatého Prokopa a bývalého kostelíka svatého Prokopa) na území Jinonic.
Objevují se spekulace, že objekt je velmi rozsáhlý, zaujímá rozsáhlé území pod plání Děvína na území Radlic a přísluší k němu i nadzemní stavby jak v lomu v Prokopském údolí, tak na protilehlých stranách pláně – vojenský areál západně od Radlické ulice jižně od stanice metra Jinonice, propojení na vodárnu a telekomunikační věž Děvín na Dívčích hradech a propojení na Vojenský technický ústav elektroniky v Jinonicích, spekuluje se i o možném napojení na ochranný systém metra či o spojení s objektem ministerstva vnitra na Pavím vrchu.
O účelu objektu se objevují různé informace, například Armáda ČR prý uváděla, že jde o sklad spojovacího materiálu, podle jiných je využíván vojenskou zpravodajskou službou. Rekonstrukce v 80. letech 20. století například podle některých domněnek měla být pro západní velení Varšavské smlouvy. Mluvčí ministerstva obrany Andrej Čírtek v roce 2009 pro Českou televizi o objektu mluvil jako o spojovacím uzlu. Armáda podle ČT v té době označovala objekt za perspektivní území. Armáda však magistrátu pronajala v uzavřeném vojenském prostoru malé místo na Prokopské skále k umístění viditelného kříže na památku svatého Prokopa.

## Přístup
Oblast Prokopského lomu a sousedících skalnatých kopců je uzavřena jako vojenský prostor a střežena. Zastupitelka městské části Praha 5 Jitka Matoušková pro Českou televizi uvedla, že ani v uvolněné době počátku 90. let a v době odsunu sovětských vojsk se představitelům Prahy 5 v čele se starostou arch. Syrovým nepodařilo do objektu dostat. Odborník na pražské podzemí, speleolog, fotograf a novinář Vladimír Vojíř se prý v roce 1968 směl podívat na zbytky jeskyně svatého Prokopa u bývalého lomu poté, co mu to vyjednal jeho zaměstnavatel.

## Budoucnost území
Do územního plánu hlavního města Prahy je prosazována rozsáhlá zástavba Děvínské pláně včetně lanovky od stanice metra Radlická, která se objevila v konceptu územního plánu v roce 2009. Snahám o zástavbu konkuruje snaha o zachování přírodní krajiny, ale spekuluje se i o možné kolizi zájmů developerů se zájmem armády.